# クレア・ライフ・パートナーズ
株式会社クレア・ライフ・パートナーズは、資産形成コンサルティングを軸に、グループ企業間で、金融商品取引業・生命保険販売代理店・不動産取引業・海外投資サポート業などを営む。

## 沿革
- 2012年7月 - 株式会社クレア・ライフ・パートナーズ設立
- 2014年5月 - 事業拡大により、本社を東新宿に移転
- 2016年9月 - 事業拡大により、本社を西新宿に移転（現在）
- 2017年4月 - レンタル倉庫事業「じぶん倉庫」を開始

## 著書
- 「30歳からはじめる一生お金に困らない蓄財術」(幻冬舎メディアコンサルティング）著：工藤将太郎
- 「入社1年目から差がついていた！お金が貯まる人は何が違うのか？」（すばる舎）著：工藤将太郎
- 「隣の人の投資生活」（クロスメディア・パブリッシング）著：工藤将太郎